# هری آرمسترانگ (بازیکن فوتبال)
هری آرمسترانگ (انگلیسی: Harry Armstrong؛ زادهٔ ۱۸۸۵) بازیکن فوتبال اهل بریتانیا است.
از باشگاه‌هایی که در آن بازی کرده است می‌توان به باشگاه فوتبال شفیلد ونزدی و باشگاه فوتبال وستهام یونایتد اشاره کرد.